# Gefecht von Venta del Pozo
Bailén –  Roliça –Vimeiro – Saragossa (1808) – Burgos (Gamonal) – Medina de Rioseco – Espinosa –  Tudela – Somosierra – Saragossa (1809) – La Coruña – Torres Vedras – Valls – Braga – Oporto – María – Talavera – Ocaña – Gerona – Ciudad Rodrigo (1810) – Buçaco – Gévora – Barrosa – Badajoz (1811) – Fuentes de Oñoro – La Albuera – Tarragona (1811) – Sagunt (Murviedro) – Ciudad Rodrigo (1812) – Badajoz (1812) –  Majadahonda – Salamanca – García Hernández –  Venta del Pozo – Vitoria – 
Sorauren – San Sebastián – Bidassoa
Im Gefecht von Venta del Pozo (Wirtshaus zum Brunnen) am 23. Oktober 1812, kämpfte eine britisch-deutsche Truppe unter Major-General Eberhardt Georg Otto Bock von Wülfingen gegen französische Kavallerie unter den Major-Generälen Curto und Pierre Boyer mit dem Ergebnis eines taktischen Unentschiedens.

## Hintergrund
Die britisch-portugiesische Armee des Duke of Wellington beendete die erfolglose Belagerung von Burgos am 21. Oktober 1812 und zog sich nach Südwesten in die Richtung auf Torquemada zurück. Wellingtons Armee von 35.000 Mann wurde verfolgt durch die Armee von Portugal unter Major-General Joseph Souham, die auf 53.000 Mann verstärkt worden war.

## Armeen
Nach der Schlacht von Salamanca am 22. Juli 1812 und bis Dezember dieses Jahres führte General Major von Bock vorübergehend ein zweites Mal die gesamte britische Kavallerie auf der Halbinsel, nachdem General Le Marchand in der Schlacht gefallen war und sein Stellvertreter, General Stapleton Cotton schwer verwundet wurde. Als Oberbefehlshaber der Reiterei leitete er die Nachhut bei dem Rückzug aus Burgos. Diese bestand u. a. aus Colonel Colin Halketts King’s German Legion (KGL) Brigade (1. und 2. leichtes Bataillon KGL mit insgesamt 1.000 Mann), Maj-Gen George Ansons leichte Kavallerie-Brigade (11., 12. und 16. leichte Dragoner mit 6 Schwadronen und 800 Mann), Maj-Gen George Bocks schwere Kavallerie-Brigade der King’s German Legion mit dem 1. und 2. Dragoner Regimenter und Norman Ramsays RHA (Royal Horse Artillery) Truppe (44 Mann) mit fünf 6-pfünder Kanonen und einer 5½" Haubitze. Von Bocks Gesamtstärke betrug 2.344 Mann.
Curtos leichte Kavalleriedivision bestand aus den 3. Husaren, und den 13. (4 Schwadronen, 686 Mann) und 14. Chasseurs (3 Schwadronen mit 377 Mann) Boyers Dragoner Division war zusammengesetzt aus den 6., 11., 15. und 25. Dragonern (insgesamt 8 Schwadronen mit 1.431 Mann). Die Brigade des Oberst Jean-Alexis Betéille bestand aus dem 1. Lanzenreiter-Regiment des Großherzogtum Berg (2 Schwadronen mit 226 Mann), dem 15. Chasseurs Rgt (3 Schwadronen mit 534 Mann) und der 1. kaiserlichen Gendarmen von Spanien Legion (6 Schwadronen mit 501 Mann) Die Brigade Merlin zählte mit dem 1. Husaren Regiment (3 Schwadronen mit 413 Mann) und dem 31. Chasseurs Regiment (3 Schwadronen mit 343 Mann) Die Franzosen zählten insgesamt 4.511 Mann.

## Gefecht
Am 23. Oktober stellte von Bock seine Kavallerie an einer steinernen Brücke auf, an der die Hauptstraße ein tiefes, trockenes Flussbett querte. Er plante, hier einen Hinterhalt für die französische Vorhut zu legen. Ansons Kavallerie würde sich über die Brücke zurückziehen und vermutlich würden die Franzosen folgen. Nachdem einige französische Schwadronen die Brücke überquert hätten, sollten Ramsays Kanonen das Feuer eröffnen und Bocks Dragoner sie angreifen.
Der Plan misslang, als Ansons Brigade in die falsche Richtung abbog, nachdem sie die Brücke verlassen hatten. Die leichten Dragoner hielten genau an dem Ort, an dem sie sowohl Ramsays Kanonen, als auch Bocks geplante Angriffszone blockierten. Die französische Kavallerie der Legionäre der Gendarmen von Spanien mit den Lanzenreitern von Berg und die Jäger des 15. Chasseurs stürmten über die Brücke und schnell entwickelte sich eine statische Masse von Reitern (1.261 Franzosen gegen 800 Engländer und 500 Deutsche), die aufeinander mit Säbeln einschlugen. Carl von Hodenberg erinnerte sich: „…der Einsatz mit soviel Schwung durchgeführt wurde, dass wir sofort völlig gemischt wurden – Freund und Feind waren kaum zu unterscheiden…. der Boden war mit Franzosen übersät, und auch wir hatten extrem hohe Verluste.“
Bevor von Bocks Kavallerie die Falle vorbereitet hatte, hatte die französische Brigade Merlins den Auftrag bekommen, die Freischärler von Marquinez (auch Martinez) die sich in den Bergen herumtrieben und die französischen Truppen im Laufe der letzten Tage bedrängt hatten, zu vernichten. Entdeckt und auf der Flucht mit den Franzosen auf den Fersen, suchten die Spanier den Schutz der britischen Kolonne und stürzten sich regelrecht von dem Hügel herunterkommend in vollem Galopp in Richtung der Formation des 16. Dragoner-Regiments unter dem Kommando von Oberstleutnant Pelly von der Brigade Ansons, der plötzlich – in seine rechte Flanke angegriffen – sich von den Verfolgern der Guerilleros, den Husaren und Chasseurs Merlins (756 Mann), überrascht sah.
In der Zwischenzeit war bereits die Brigade des Obst. Betéille mit seinen 11 Schwadronen (1.261 Man) an das trockene Bachbett angelangt, hatte es über einen Umweg überquert und kam der deutsch-englischen Truppe ebenfalls in die rechte Flanke. Die britische Kavallerie zog sich in erheblicher Unordnung zurück, worauf hin Betéille sich jetzt Halketts zwei Infanterie Bataillone, die in Karrees aufgestellt waren vornahm. Betéille, Merlin und Boyér trieben den Angriff weiter, aber die KGL Infanterie hielt stand und fügte den Franzosen schwere Verluste zu. Währenddessen wartete der Kavalleriebefehlshaber Curtos auf dem Weg vor der schmalen Steinbrücke die Entwicklung der Lage beobachtend ab und sah sich nicht gezwungen, die Reiterei ins Gefecht zu bringen.
Beide Kavallerie-Brigaden sammelten und formierten sich hinter dem Schutzschild der Infanterie-Karees, die insgesamt drei Attacken der französischen Kavallerie standhielten. Bei Einbruch der Dunkelheit gelang es der britischen Nachhut, ohne durch die Franzosen verfolgt zu werden, den Kampfplatz zu verlassen. Später, nach mehr als zwei Stunden Marsch wurde der erschöpften Truppe und den Pferden eine Rastpause gegeben – eine Gelegenheit, bei der Oberst Halkett seinen deutschen leichten Infanteristen die Dankbarkeit Wellingtons für ihren Mut und die Weise, in der sie die französische Kavallerie gestoppt hatten, aussprach (Wellington, der die Aktion beobachtet hatte, schickte als Anerkennung eine doppelte Portion Rum) Anschließend wurde der Marsch bis Torquemada fortgesetzt, einen Ort, der um 02:00 Uhr morgens erreicht wurde.
Bei Venta del Pozo gelang es den britisch-deutschen Truppen, die französischen Verfolger um die von Wellington gebrauchten 10 Stunden aufzuhalten (ein Tagesmarsch Vorsprung für die sich zurückziehende Armee), zwar mit hohen Verlusten, aber intakt zu entkommen. von Bock zeichnete sich in hervorragender Weise durch seine „Beherrschtheit, Urteilsvermögen und Mut“ aus.
Die Alliierten zählten 165 Getötete und Verwundete sowie 65 Gefangene. Die Franzosen verloren zwischen 200 (Smith) und 300 (Glover) Mann.

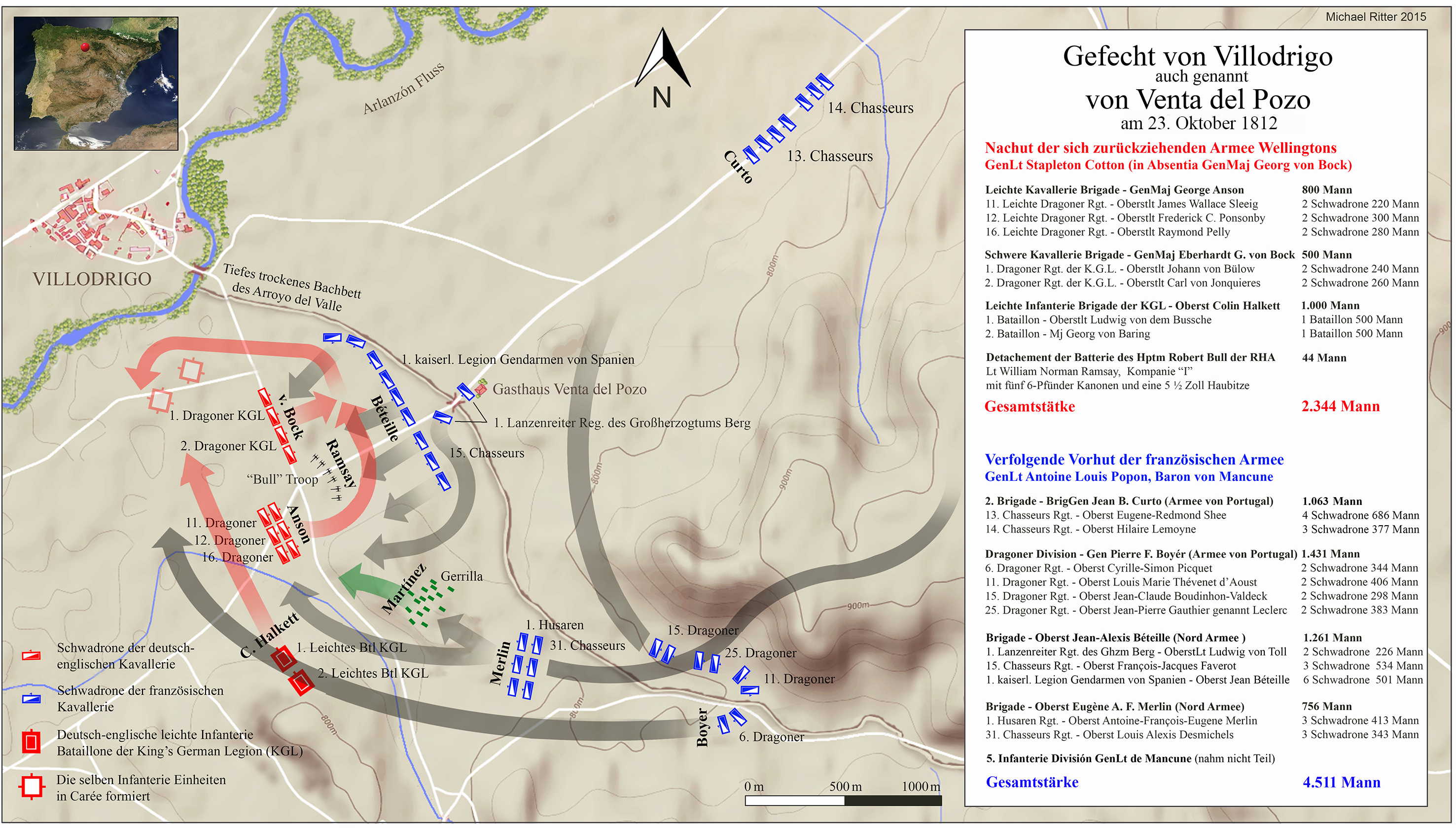
Gefecht von Villodrigo auch genannt von Venta del Pozo, Spanien 1812

## Kommentar
Venta del Pozo war das Beispiel eines disziplinierten und richtig geleiteten Kampfes durch kombinierte Truppen (Infanterie, Kavallerie und Artillerie), die dadurch in der Lage waren, eine überlegene Anzahl von Kavallerie in Schach zu halten. Die zwei deutschen Bataillone trugen die Auszeichnung Venta del Pozo bis 1918 in ihren anschließenden Verwendungen in den hannoverschen und preußischen Armeen.

## Galerie

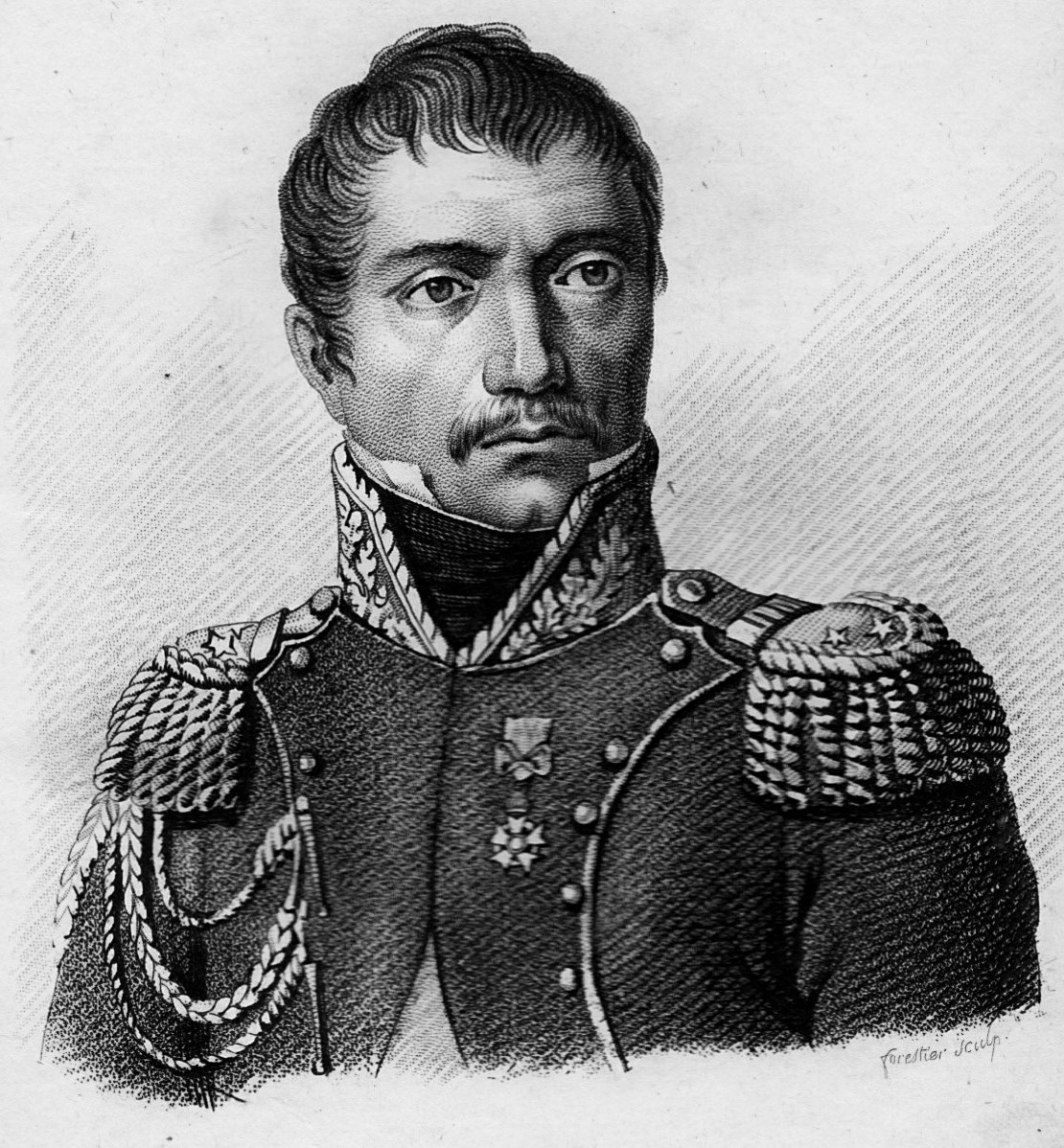
Oberst Eugène Antoine François Merlin (1778–1854)
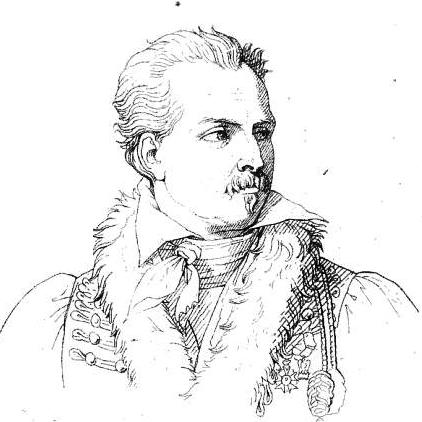
General Pierre Francois Boyer (1772–1851)
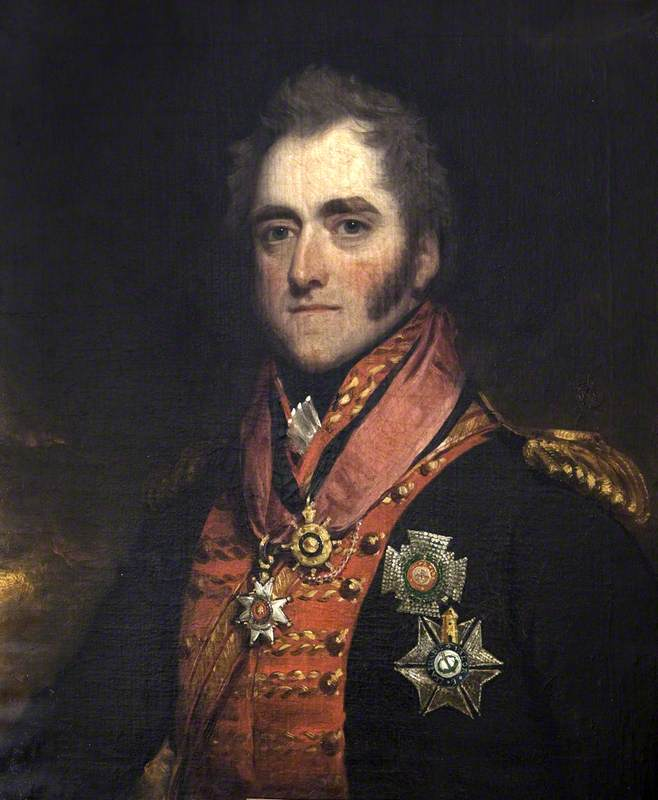
General, Sir George Anson (1769–1849)